# Luperina albarracina
Luperina albarracina är en fjärilsart som beskrevs av Leo Schwingenschuss 1962. Luperina albarracina ingår i släktet Luperina och familjen nattflyn. Inga underarter finns listade i Catalogue of Life.